# ケード
ケード (Cade) はイギリスの競走馬・種牡馬である。マッチェム (Matchem) の父として知られる。産駒に同名馬がいるためオールドケード (Old Cade) とも呼ばれている。

## 経歴
ケードは当時フライングチルダーズ (Flying Childers) 以来の名馬と呼ばれたラス (Lath) の2歳下の弟である。産まれて10日後に母ロクサナ (Roxana) が死亡したため、やむなく牛の乳によって人の手で育てられた。1740年10月、ニューマーケットでセドバリー (Sedbury) 、エレファント (Elephant) 、ブラックシルバー (Blacksilver) などを負かしてキングズプレートを獲得。1745年10月まで兄ほどではないが競走馬として活躍した。その後1756年9月に死亡するまでノースヨークシャー州のイーズビー・アビーで種牡馬として供用された。1752, 1753, 1758, 1759, 1760年にイギリスのチャンピオンサイアーを獲得している。

## 主な産駒
- マッチェム (Matchem) : マッチェム系の祖
- チェンジリング (Changeling) : 1777年セントレジャー馬ブルボン (Bourbon) の父父
- パングロス (Pangloss)  :
- ウォーレンズスポーツマン (Warrens Sportsman) : ポテイトーズ (Potoooooooo) とサートーマス (Sir Thomas) の母の父
- バンディー (Bandy) :
- ヤングケード (Young Cade) :

## 血統表
| ケードの血統（ゴドルフィンアラビアン系） | ケードの血統（ゴドルフィンアラビアン系） | ケードの血統（ゴドルフィンアラビアン系） | （血統表の出典）    | （血統表の出典） |
| 父 Godolphin Arabian 1724年 黒鹿毛       | 父の父不明                               | 不明                                     | 不明                | 不明             |
| 父 Godolphin Arabian 1724年 黒鹿毛       | 父の父不明                               | 不明                                     | 不明                |                  |
| 父 Godolphin Arabian 1724年 黒鹿毛       | 父の父不明                               | 不明                                     | 不明                | 不明             |
| 父 Godolphin Arabian 1724年 黒鹿毛       | 父の父不明                               | 不明                                     | 不明                |                  |
| 父 Godolphin Arabian 1724年 黒鹿毛       | 父の母不明                               | 不明                                     | 不明                | 不明             |
| 父 Godolphin Arabian 1724年 黒鹿毛       | 父の母不明                               | 不明                                     | 不明                |                  |
| 父 Godolphin Arabian 1724年 黒鹿毛       | 父の母不明                               | 不明                                     | 不明                | 不明             |
| 父 Godolphin Arabian 1724年 黒鹿毛       | 父の母不明                               | 不明                                     | 不明                |                  |
| 母 Roxana 1718年 栗毛ないし月毛、芦毛    | 母の父Bald Galloway 1705年 芦毛          | St. Victor's Barb 芦毛                   | 不明                | 不明             |
| 母 Roxana 1718年 栗毛ないし月毛、芦毛    | 母の父Bald Galloway 1705年 芦毛          | St. Victor's Barb 芦毛                   | 不明                |                  |
| 母 Roxana 1718年 栗毛ないし月毛、芦毛    | 母の父Bald Galloway 1705年 芦毛          | Grey Whynot 芦毛                         | Whynot              | Whynot           |
| 母 Roxana 1718年 栗毛ないし月毛、芦毛    | 母の父Bald Galloway 1705年 芦毛          | Grey Whynot 芦毛                         | Royal Mare          |                  |
| 母 Roxana 1718年 栗毛ないし月毛、芦毛    | 母の母Akaster Turk Mare                  | Akaster Turk 芦毛                        | 不明                | 不明             |
| 母 Roxana 1718年 栗毛ないし月毛、芦毛    | 母の母Akaster Turk Mare                  | Akaster Turk 芦毛                        | 不明                |                  |
| 母 Roxana 1718年 栗毛ないし月毛、芦毛    | 母の母Akaster Turk Mare                  | Cream Cheeks 月毛?                       | Leedes Arabian      | Leedes Arabian   |
| 母 Roxana 1718年 栗毛ないし月毛、芦毛    | 母の母Akaster Turk Mare                  | Cream Cheeks 月毛?                       | Spanker Mare F-No.6 |                  |